# Circolazione termoalina

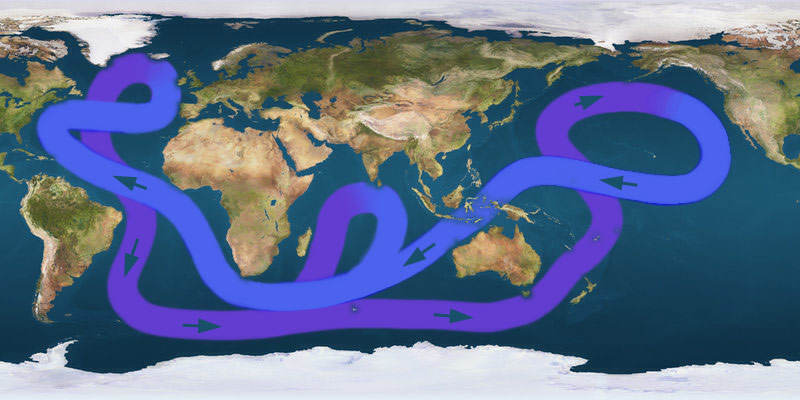
La circolazione termoalina

In oceanografia per circolazione termoalina (a volte detta anche Grande Nastro Trasportatore) si intende la componente della circolazione globale oceanica causata dalla variazione di densità delle masse d'acqua. La densità è determinata dalla temperatura (termo-) e dalla salinità (-alina) delle acque. Alle alte latitudini (sud-est della Groenlandia e pressi dell'Islanda) l'acqua sprofonda per convezione (processo di ventilazione), sia per la bassa temperatura, sia per l'elevata salinità causata dalla formazione della banchisa (si parla quindi di convezione a doppia diffusione). Muovendosi verso l'equatore l'acqua di fondo diminuisce la sua densità interagendo con le altre acque e tende a risalire, in particolare a sud dell'Oceano Indiano. 

La risalita di acque profonde (upwelling) favorisce la produttività biologica in quanto provoca la risalita di nutrienti minerali. Uno degli scopritori della circolazione termoalina, grazie ai suoi studi sui traccianti in mare, fu Wallace S. Broecker. Le masse d'acqua coinvolte in questa circolazione trasportano sia energia (sotto forma di calore) che materiali (sostanze disciolte, gas e particelle insolute) con la conseguenza di influenzare significativamente sia il clima terrestre che la biologia marina.

## Introduzione

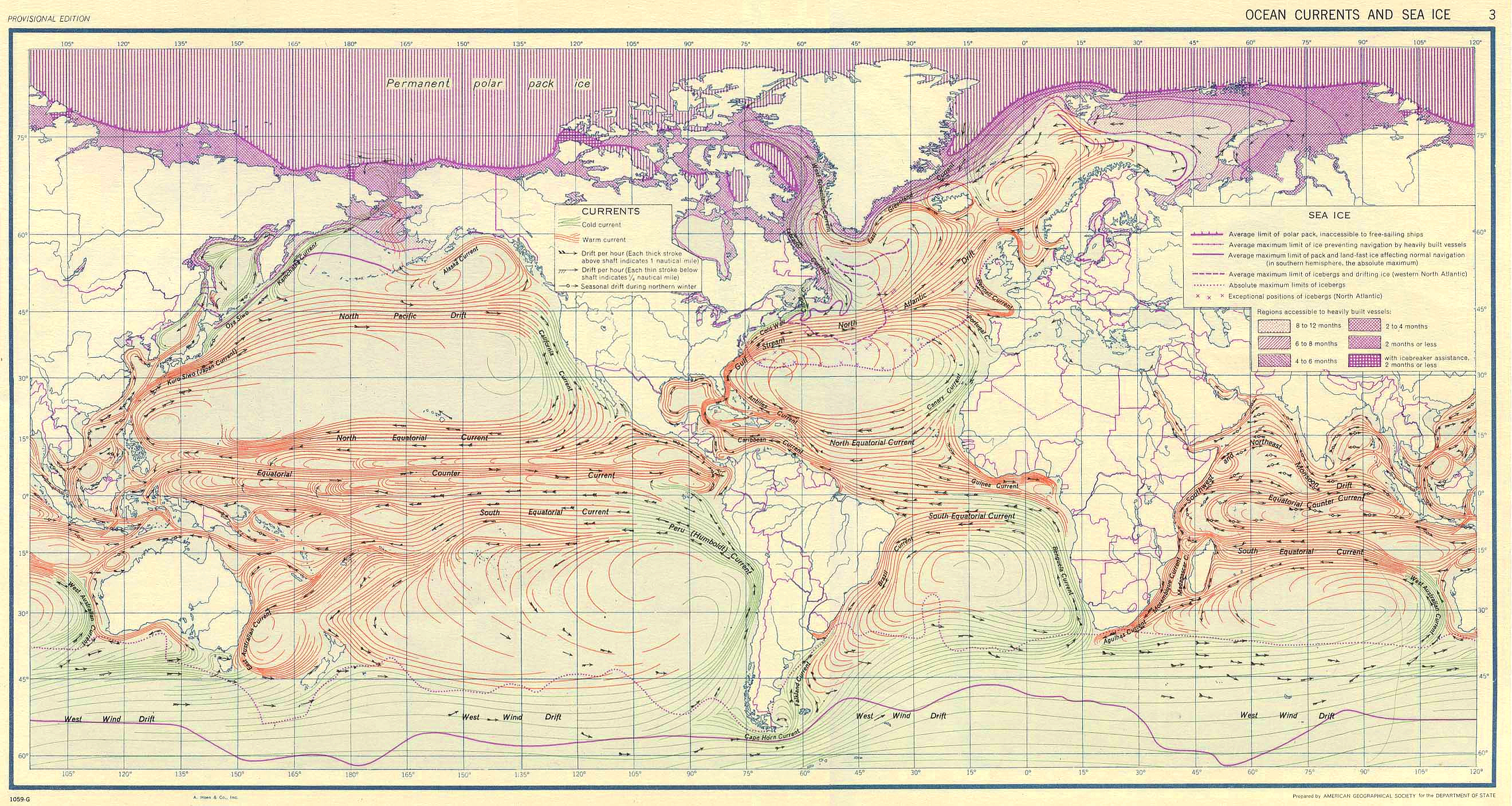
Mappa della circolazione termoalina del '43

Il movimento delle correnti oceaniche superficiali forzate dai venti è intuitivo, al contrario la circolazione profonda è una scoperta relativamente recente; grazie alle moderne strumentazioni è stato possibile osservare il moto delle acque profonde che in passato venivano considerate statiche. Nelle profondità oceaniche la forzante predominante è la differenza di densità, conseguenza di diversa salinità e temperatura (acque con maggiore salinità sono più dense; analogamente, a basse temperature la densità è maggiore). Anche le maree possono contribuire alla circolazione profonda, anche se in genere il loro effetto è limitato alle acque basse.
La densità dell'acqua oceanica è tutt'altro che omogenea, esistono infatti linee di separazione molto nette fra diverse masse d'acqua superficiale che tendono a mantenere la propria identità formando una stratificazione in base alle caratteristiche di salinità e temperatura che ne influenzano la densità.
La minore densità dell'acqua più calda è comprensibile pensando all'aumento di volume che subisce durante il riscaldamento. Per la salinità invece il discorso è molto più semplice, infatti se la salinità è maggiore nell'acqua sono disciolte più sostanze che contribuiscono ad aumentarne la massa a parità di volume. La disposizione dell'acqua in strati, in base alla loro densità è detta "stratificazione stabile" ed è causata dalla forza di galleggiamento. 
La circolazione termoalina è innescata dalla formazione di masse d'acqua profonda nel Nord Atlantico e nell'oceano antartico, nonché dal forcing alino causato dalle differenze di temperatura e salinità dell'acqua.

### Formazione di masse d'acqua profonda

L'acqua di fondo dell'Oceano antartico si forma per il raffreddamento delle acque superficiali nelle polinie (le aree di mare libero circondate da ghiacci).

Le masse d'acqua più densa che sprofondano nelle profondità oceaniche si formano in alcune aree ben determinate attraverso camini oceanici cilindri d'acqua rotanti e verticali, dell'Oceano Nord Atlantico ed Antartico.
L'evaporazione prodotta dai venti polari ha due effetti, la temperatura dell'acqua diminuisce (effetto chiamato evaporative cooling) e inoltre la sua salinità aumenta.

Il fenomeno di intenso evaporative cooling al largo della Norvegia causa uno sprofondamento della massa d'acqua che scorre verso sud seguendo i crepacci sottomarini che collegano Groenlandia, Islanda e Gran Bretagna fino a raggiungere il fondale oceanico dell'Atlantico. Il flusso dall'Artico verso il Pacifico è invece bloccato dalle acque basse dello Stretto di Bering.
Anche la formazione della banchisa contribuisce all'aumento della salinità; per questo motivo si forma una massa di ghiaccio con delle "bolle" di acqua ancora liquida per l'elevata salinità all'interno. Queste "bolle" tendono a fondere il ghiaccio circostante fino a fuoriuscire dalla massa ghiacciata e sprofondare a causa della maggiore densità. Questo processo è chiamato Brine Exclusion (letteralmente esclusione di acqua salata).  Al contrario nel Mare di Weddell il processo di raffreddamento operato dai venti è intensificato dal fenomeno di Brine Exclusion.
Il risultato è che l'acqua di fondo dell'Oceano antartico (Antarctic Bottom Water AABW) sprofonda e scorre verso Nord nel fondale oceanico atlantico dove, a causa della elevata densità sprofonda ulteriormente sotto la NADW (acqua profonda del Nord Atlantico - North Atlantic Deep Water). Ancora una volta il flusso verso il Pacifico è bloccato questa volta nel canale di Drake, il passaggio tra Capo Horn in Sudamerica e la Penisola Antartica.
Da notare che, a differenza dell'acqua dolce, l'acqua salata non ha un massimo di densità a 4 °C ma aumenta la sua densità al diminuire della temperatura fino al suo punto di congelamento a -1,8 °C circa (considerando il valore di salinità media dell'oceano di 35 psu).

#### Camini oceanici
I camini oceanici (in inglese chimneys) , da non confondere con le camini idrotermali marini, sono delle masse d'acqua localizzate che con moto rotatorio coerente come cilindri sprofondano nell'oceano per convezione portando l'acqua superficiale fino anche a grandi profondità. Sono stati scoperti per la prima volta solo nel 1970, nel Golfo del Leone, successivamente sono stati individuati con dimensioni variabili in altre zone degli oceani.

### Moto della circolazione termoalina

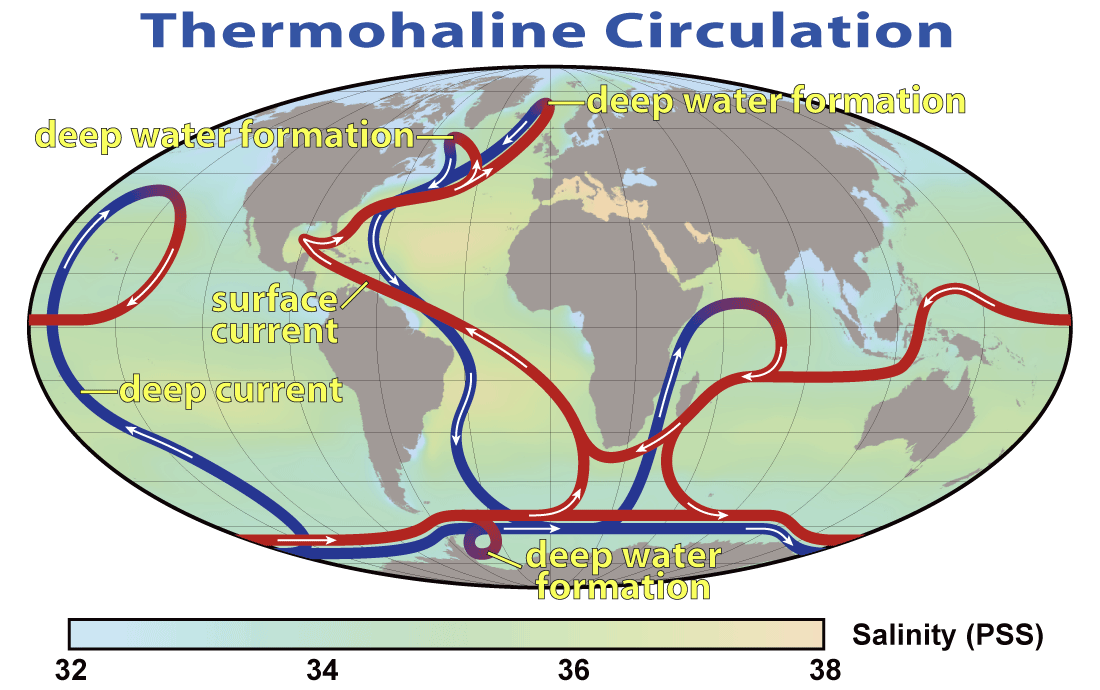
Uno schema della Circolazione Termoalina. Le righe blu rappresentano le correnti di acqua profonda, mentre quelle rosse rappresentano quelle superficiali.

La formazione e il movimento delle masse d'acqua in profondità nell'Oceano Atlantico settentrionale crea sprofondamento di masse che scorrono fino a raggiungere il fondale oceanico atlantico. L'effetto combinato del raffreddamento nella zona polare e del riscaldamento in quella equatoriale, provoca un flusso di acqua profonda diretto verso Sud. Raggiungendo l'Oceano Antartico in prossimità del Sudafrica, la corrente si divide in due rami diretti uno verso l'Oceano Indiano e l'altro attraverso il Pacifico oltrepassa l'arcipelago indonesiano.
Nell'Oceano Indiano parte delle acque fredde con elevata salinità, trascinate da un flusso di acqua superficiale più calda e dolce proveniente dal Pacifico tropicale, causa uno scambio verticale tra acqua più densa e acqua più leggera (questo fenomeno è conosciuto come "overturning"). Il resto dell'acqua atlantica subisce il Forcing Alino e lentamente perde salinità ed aumenta la sua temperatura.
Il moto di acqua fredda con alta salinità in profondità è responsabile di un leggero abbassamento del livello del mare nell'Oceano Atlantico rispetto al Pacifico, il quale ha acque più dolci dell'Atlantico. Questo genera un grande, seppur lento, flusso di acqua superficiale dolce calda dal Pacifico tropicale verso l'Oceano Indiano attraverso l'arcipelago indonesiano per rimpiazzare la Antarctic Bottom Water che è fredda e con salinità elevata. Questa acqua più dolce e calda dal Pacifico scorre risalendo in superficie dall'Oceano Atlantico meridionale verso la Groenlandia, dove si raffredda, subisce l'evaporative cooling e sprofonda, chiudendo la circolazione termoalina.

## Effetti sul clima globale

Upwelling

La circolazione termoalina gioca un ruolo fondamentale nel trasporto di calore alle regioni polari e quindi nel regolare le dimensioni della banchisa in queste zone. Si pensa che una variazione di questa circolazione possa avere impatti di grande portata sul bilancio radiativo terrestre, infatti oltre a regolare il tasso di esposizione delle acque profonde alla superficie (con i fenomeni di upwelling e downwelling) si pensa sia in grado di regolare la quantità di anidride carbonica nell'atmosfera.
Anche se è ormai piuttosto consolidata la teoria per cui la circolazione termoalina è la responsabile della mitigazione del clima in Europa occidentale, è stata suggerita l'ipotesi che il vero motivo sia la posizione sottovento ad un bacino oceanico e la presenza di onde atmosferiche che portano aria calda dai tropici. Tuttavia queste affermazioni non sono generalmente accettate e molte ricerche supportano la teoria sul contributo della circolazione termoalina nel trasporto di calore all'Europa.